# Kuato
Kuato (ili 'Pulling out') /=pulling up from the ground or a hole,/ jedna od sedam bandi Kiowa Indijanaca, koja se odvojila od matične grupe 1780. (po nekima 1775) na području današnje Montane, nakon čega je uništena od Sioux-a. Govoriili su donekle drugačijim dialektom od ostalih Kiowa.
Prema tradiciji Kiowe su bili napadnuti od nadmočnijih Siouxa pa su se povukli, što je poglavica Kuata odbio uz obrazloženje da ako bi pobjegli pred neprijateljem, njihovi rođaci na drugom svijetu, ne bi ih htjeli primiti k sebi. Kuati su tada bili pobijeđeni i poubajani, a ostatak plemena se spasio bijegom. 
Njihov položaj u plemenskom kružnom kampu nije poznat.

## Vanjske poveznice
- Kiowa Indian Tribe History